# 城关镇 (竹溪县)
城关镇，是中华人民共和国湖北省十堰市竹溪县下辖的一个乡镇级行政单位。

## 行政区划
城关镇下辖以下地区：
西关社区、鼓楼社区、幸福社区、东郊社区、观音阁村、东风村、守金店村、新胜村、红光村、郭家梁村、烧田村、大裕村、新民村、日进村、水寨村、后坝村、廖家河村和温泉沟村。